# Terremoto de Antioquía de 526
El terremoto de Antioquía del 526 fue un sismo registrado al mediodía de algún día a fines de mayo (antes del 29 de mayo) del 525 o 526 d. C.
Tuvo una magnitud de 7,0 grados en la escala de Richter y XI en la escala de Mercalli (una escala del I al XII, que mide los daños producidos por el terremoto). El epicentro, se habría ubicado cerca de la ciudad de Antioquía (Turquía), que en esa época se encontraba en la Siria romana. Aunque no se sabe con certeza, este terremoto habría causado unos 255.000 muertos y habría sido el sismo más catastrófico del que se tenga registro en aquella zona.

## Noticias de diversos escritores
Un artículo científico publicado en 2005 en la revista Annals of Geophysics recopila la información disponible en la actualidad acerca de este terremoto:
- Juan Malalas (escritor antioquiano, 491-578): Una gran catástrofe ocurrió en Antioquía. Los ciudadanos quedaron sepultados bajo los escombros. Solo sobrevivieron las casas situadas cerca de la montaña. El resto de los edificios quedaron completamente destruidos. El incendio tras el terremoto destruyó la Gran Iglesia (como era llamada la antigua iglesia octogonal de Antioquía) y las casas que habían quedado en pie. Debido a las fiestas, hubo 250.000 muertes. Las réplicas duraron 18 meses. Se cayeron algunas construcciones en Selucea y Dafne.
- Juan de Éfeso (507-586): En Antioquía, el desastre fue en la séptima hora, fuego de la tierra y del cielo. Fueron destruidas las casas, las iglesias y las murallas de la ciudad. Después del terremoto hubo un incendio. La Gran Iglesia se quemó tras 7 días de incendio y quedó completamente destruida. Hubo 255.000 víctimas.
- Procopio de Cesarea (historiador bizantino del siglo VI): Un fuerte terremoto ocurrió en Antioquía, donde la mayoría de las bellas construcciones cayeron al suelo. Hubo 300.000 muertos.
- Evagrio Escolástico (historiador sirio, 536-594): En Antioquía sucedió un terremoto, seguido de un incendio.
- Crónicas de Edesa (actual Sanli Urfa): Un gran terremoto arruinó Antioquía.
- Zacarías de Mitilene: Un grave terremoto en Antioquía. Las casas se cayeron sobre sus habitantes.
- Giovanni Lido: El terremoto destruyó Antioquía y Selucea. En cambio no hubo daños en el desierto entre la montaña y la ciudad donde corre el río de Orontes.
- Marcellinus Comes: Un fuerte terremoto destruyó Antioquía. Tras el terremoto, un incendio fue avivado por el viento.
- Juan de Nikiú (obispo copto del siglo VII): Un terremoto y un incendio destruyeron Antioquía. Las casas quedaron completamente destruidas, así como una casa ubicada en la colina cercana. Muchas iglesias quedaron destruidas o partidas en dos partes desde el fondo hasta la parte superior. La Gran Iglesia fue destruida. Las víctimas fueron 250.000. Los pueblos de Dafne [?] y Selucea [?], a 30 km de Antioquía, fueron destruidos.
- Teófanes (siglo I a. C.): Una gran parte de Antioquia fue destruida por el terremoto. Los ciudadanos sobrevivientes murieron por el incendio.
- Crónica de 819: Un grave terremoto. Antioquía fue destruida. Las víctimas fueron 255.000.
- Georgius Mónachus: En Antioquía hubo un terremoto y un incendio. Muchas bajas.
- Leo Grammáticus (escritor bizantino del siglo X): La mayor parte de Antioquía fue destruida por el terremoto y el incendio.
- Georgius Kedrenus (siglo XI): Hubo un terremoto, seguido por un incendio de seis días. Hay muchos miles de víctimas.
- Mijaíl Glikás (escritor bizantino del siglo XII): El terremoto produjo una gran apertura. El incendio mató a los sobrevivientes.
- Crónica de 1234: En Antioquía ocurrieron un terremoto y un incendio, destruyendo todas las casas e iglesias.
- Gregorio Bar Hebreus (obispo sirio, 1226-1286): Un terremoto ocurrió en Antioquía. Hubo 255.000 víctimas. Las réplicas se sintieron durante un año y seis meses. Catálogo paramétrico [?].
- Plassard y Kogoj (1981): El 29 de mayo de 526, Antioquía (en el Líbano) fue destruida por quinta vez, con un gran número de víctimas. Intensidad de 5° (en la escala de Mercalli). Según Miguel el Sirio (patriarca sirio, m. 1199).
- Poirier y Taher (1980): del 20 al 29 de mayo del 526, a mediodía, un terremoto muy fuerte en Antioquia. I0 = IX-X (MMS). Compilaciones sismológicas.
- Emanuela Güidoboni et al. (1994): 20 a 29 de mayo del 526, a mediodía, en Antioquía sucedió un desastroso terremoto con licuefacción, I = X, causando un gran incendio y 250.000 muertos (según Malalas). La mayor parte de la ciudad se derrumbó, y muchos miles de personas fueron muertos (según la Crónica de Zacarías de Mitilene). La ciudad de Dafneh fue golpeada por un violento terremoto, que redujo toda la ciudad en ruinas y perecieron 300.000 en Antioquía (según Procopio de Cesarea).
- August Heinrich Sieberg (geólogo alemán, 1875-1945), en 1932: En 526, Antioquía fue destruida por un fuerte terremoto seguido de un incendio. 250.000 muertes. Hubo daños en Seleucea.